# Ghazi litj
Ghazi litj (armeniska: Ղազի լիճ) är en sjö i Armenien. Den ligger i den centrala delen av landet, 26 kilometer öster om huvudstaden Jerevan. Ghazisjön ligger 2 409 meter över havet.
Trakten runt Ghazisjön består i huvudsak av gräsmarker. Runt Ghazisjjön är det ganska tätbefolkat, med 155 invånare per kvadratkilometer.